# Заря (Ардатовский район)
Заря — упразднённый в 2009 году посёлок в Ардатовском районе Мордовии. Входил в состав Кученяевского сельского поселения.

## География
Располагалась на северо-востоке региона,  на берегу реки Лепелей (правый приток Алатыря).

## История
Основан в годы коллективизации.
Упразднён 26 мая 2009 года.

## Население
| 2002 |
| ---- |
| 3    |

## Инфраструктура
Было личное подсобное хозяйство. В 1931 году состоял из 26 дворов.

## Транспорт
Просёлочные дороги. Ж.д. Светотехника находится около 2 километрах по прямой в северо-западном направлении.